# Kevin Carr
Kevin Carr (sinh ngày 6 tháng 11 năm 1958) là một cựu cầu thủ bóng đá người Anh thi đấu ở vị trí thủ môn. Sinh ra ở Morpeth, Carr bắt đầu sự nghiệp với tư cách học việc tại Burnley. Tổng cộng, Carr có hơn 200 lần ra sân ở Football League cho Newcastle United, Carlisle United, Darlington và Hartlepool United, trước khi thi đấu bóng đá non-league với Blyth Spartans.